# エリック・シャレル
エリック・シャレル(Erich Karl Löwenberg、Erik Charell、1894年4月8日 - 1974年7月15日）は、ドイツの俳優、映画監督。

## 経歴
1931年にドイツで制作された映画『会議は踊る』で監督を担い、高い評価を得るとアメリカ合衆国のフォックス・フィルムに招かれ移籍した。1934年には移籍後初の映画『キャラバン』の監督となったが前作以上の評価を得られることはなかった。